# Clase Gepard
La clase Gepard Tipo 143A es una lancha de ataque rápido (en alemán: Schnellboot) armada con misiles y la única en servicio en la 
Deutsche Marine, antes de que las cuatro operacionales que restaban fueran dadas de baja el 16 de noviembre de 2016.
Esta clase es una evolución de la clase Albatros y su principal diferencia es la sustitución del segundo cañón de 76 mm por un sistema RAM. Se planeó originalmente que las lanchas clase Gepard fueran complementadas gradualmente con las clase Braunschweig y reemplazadas por una clase nueva de corbetas a partir del 2020.
Los barcos de la clase fueron bautizados con el nombre de depredadores: Gepard es el vocablo alemán para guepardo o chita.

## Lista de barcos
| Número OTAN | Número de gallardete alemán | Nombre    | Identificativo | Asignado                 | Baja                    |
| ----------- | --------------------------- | --------- | -------------- | ------------------------ | ----------------------- |
| P6121       | S 71                        | Gepard    | DRCE           | 7 de diciembre de 1982   | 12 de diciembre de 2014 |
| P6122       | S 72                        | Puma      | DRCF           | 17 de febrero de 1983    | 14 de diciembre de 2015 |
| P6123       | S 73                        | Hermelin  | DRCG           | 28 de abril de 1983      | 16 de noviembre de 2016 |
| P6124       | S 74                        | Nerz      | DRCH           | 14 de julio de 1983      | 31 de marzo de 2012     |
| P6125       | S 75                        | Zobel     | DRCI           | 28 de septiembre de 1983 | 16 de noviembre de 2016 |
| P6126       | S 76                        | Frettchen | DRCJ           | 16 de diciembre de 1983  | 16 de noviembre de 2016 |
| P6127       | S 77                        | Dachs     | DRCK           | 22 de marzo de 1984      | 31 de marzo de 2012     |
| P6128       | S 78                        | Ozelot    | DRCL           | 25 de mayo de 1984       | 18 de diciembre de 2014 |
| P6129       | S 79                        | Wiesel    | DRCM           | 12 de julio de 1984      | 14 de diciembre de 2015 |
| P6130       | S 80                        | Hyäne     | DRCN           | 13 de noviembre de 1984  | 16 de noviembre de 2016 |

La letra "S" y el número son parte del nombre completo del navío. En un principio, cuando los barcos fueron asignados, su designación se limitaba al número de clasificación. Sin embargo, las tripulaciones solicitaron nombres completos y se tomó la decisión de combinar los nombres originales con el de un animal.
Desde el primero de julio de 2006, todos los barcos formaron parte del 7. Schnellbootgeschwader (7.º Escuadrón de Lanchas Patrulla Rápidas), mientras que en los ocho años previos la flotilla estaba dividida en el 2. Schnellbootgeschwader (2.º Escuadrón de Lanchas Patrulla Rápidas), números S 76–S 80; y otro más pequeño 7. Schnellbootgeschwader con las naves número S 71–S 75. El escuadrón estaba estacionado en Warnemünde, donde ambos escuadrones mencionados habían estado basados.

## Galería

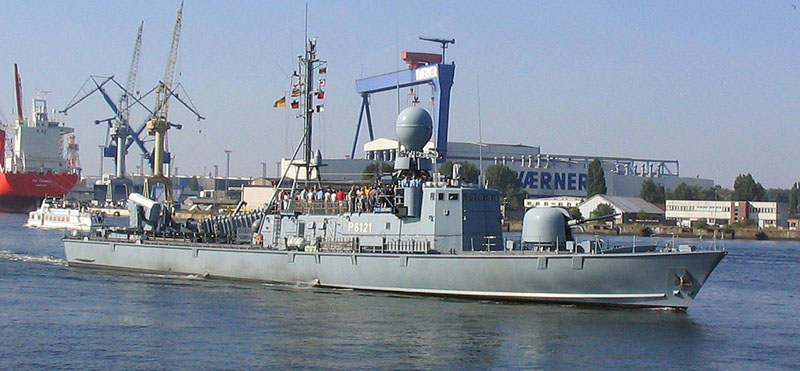
S71 Gepard
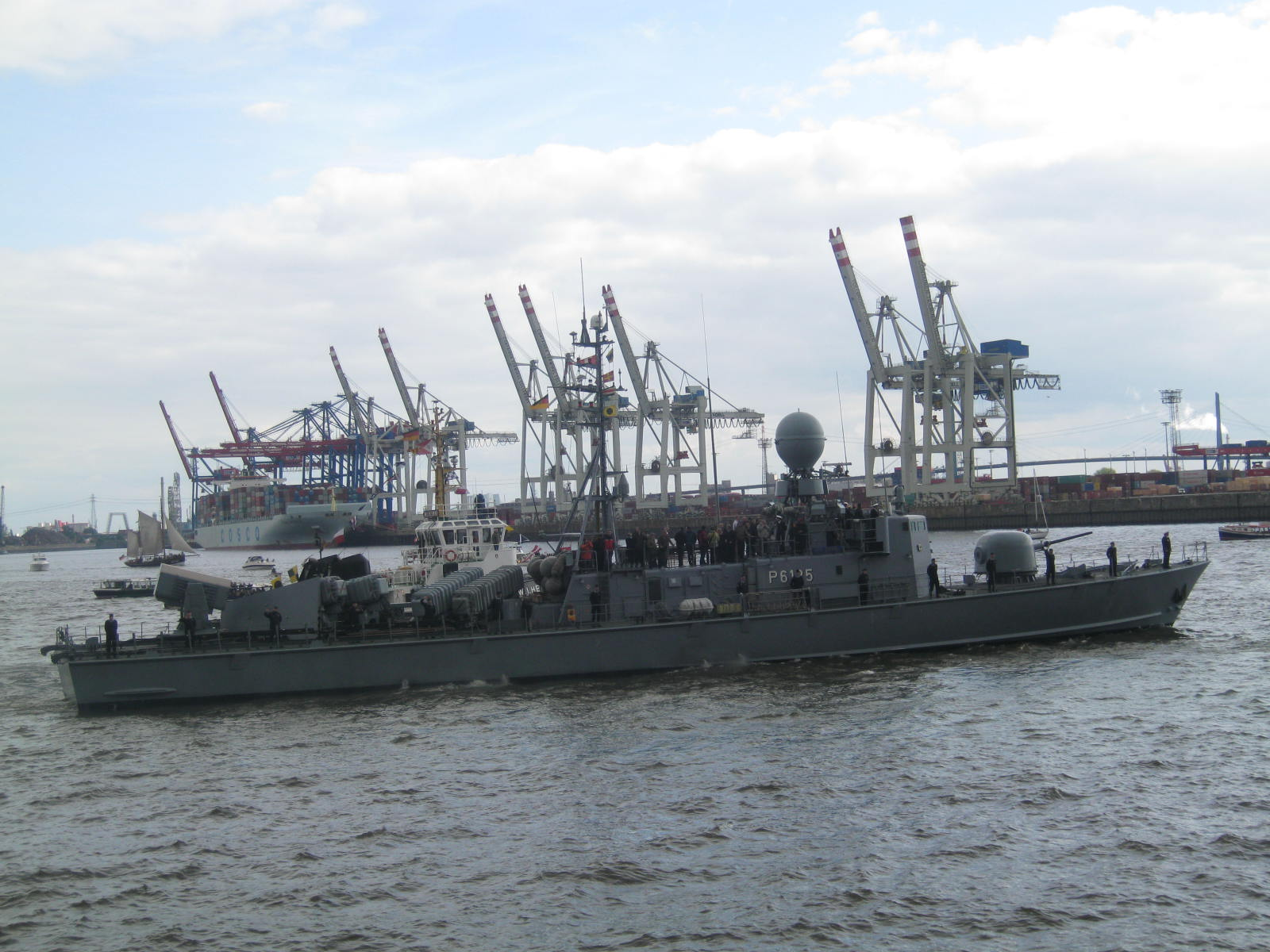
S 75 Zobel